# Type O Negative

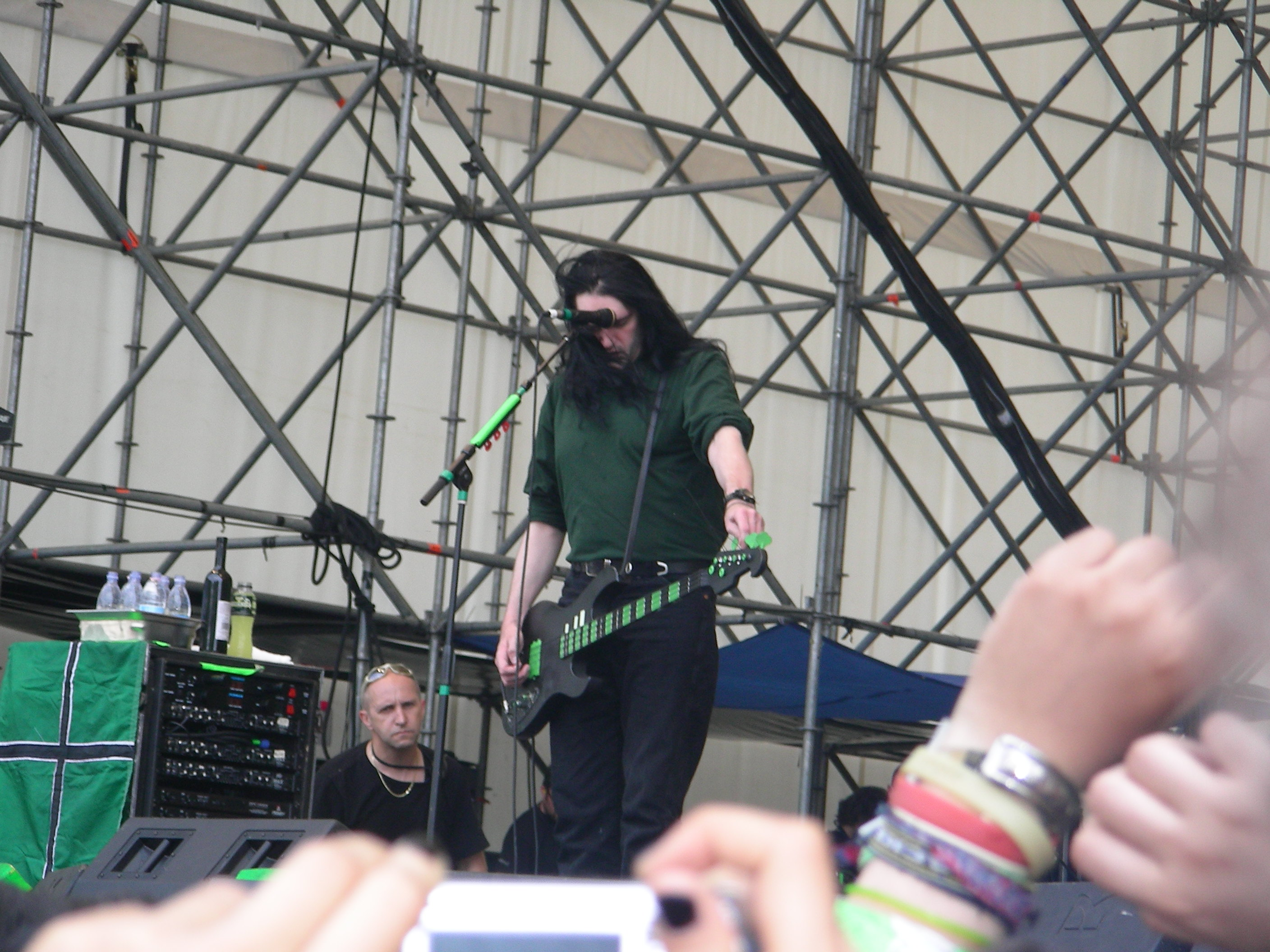
Type O Negative 2007

A Type O Negative amerikai doom/gothic metal együttes volt. A zenekar 1989-ben alakult Brooklynban. Peter Steele korábban a Carnivore nevű speed/thrash metal együttes frontembere volt. Miután ez feloszlott, Peter Steele, Sal Abruscato, Josh Silver 
és Kenny Hickey megalapította a Type O Negative zenekart. Steele 2010-ben elhunyt, így a Type O Negative is feloszlott abban az évben. A rajongók körében kultikus státuszt ért el az együttes, így több videójátékban/filmben is megjelentek a számaik. Az együttes lemezeit a Roadrunner Records és SPV America kiadók jelentették meg. Fő zenei hatásukként a Black Sabbath-ot és a Beatles-t jelölték meg, de több egyéb neves zenekart is megjelöltek. Korábban "New Minority", "Repulsion" és "Sub Zero" neveken működtek. Első nagylemezükön még crossover thrash-t is játszottak. Jellemző volt még rájuk a sötét/keserű humor használata is.

## Tagok
- Peter Steele – ének, basszusgitár (1989-2010)
- Kenny Hickey – gitár, vokál (1989-2010)
- Josh Silver – billentyűk, zongora, effektek, szintetizátor, programozás, vokál (1989-2010)
- Johnny Kelly – dobok, ütős hangszerek (1994-2010)

Korábbi tagok
- Sal Abruscato – dobok, ütős hangszerek (1989-1994)
- Scott Warren – billentyűk (2009, koncerteken)

## Diszkográfia
- Slow, Deep and Hard (1991)
- The Origin of the Feces (1992)
- Bloody Kisses (1993)
- October Rust (1996)
- World Coming Down (1999)
- Life is Killing Me (2003)
- Dead Again (2007)